# Pływanie artystyczne na Mistrzostwach Świata w Pływaniu 2019 – zespół technicznie
Zespół technicznie – jedna z konkurencji rozgrywanych w ramach pływania artystycznego, podczas mistrzostw świata w pływaniu w 2019. Eliminacje odbyły się 14 lipca, a finał został rozegrany 16 lipca.
Do eliminacji zgłoszone zostały 23 reprezentacje, z których każda mogła wystawić do rywalizacji osiem zawodniczek. Dwanaście zespołów z najlepszą notą awansowało do finałowej rywalizacji.
Zawody w tej konkurencji wygrały reprezentantki Rosji Anastasija Archipowska, Włada Czigiriowa, Majia Doroszko, Marina Goladkina, Michaeła Kałancza, Wieronika Kalinina, Polina Komar, Ałła Szyszkina, Marija Szuroczkina i Warwara Subbotina. Drugą pozycję zajęły zawodniczki z Chin Chang Hao, Feng Yu, Guo Li, Huang Xuechen, Liang Xinping, Sun Wenyan, Tang Mengni, Wang Qianyi, Xiao Yanning i Yin Chengxin. Trzecią pozycję zaś wywalczyły pływaczki artystyczne reprezentujące Ukrainę Maryna Ałeksijiwa, Władysława Ałeksijiwa, Marta Fedina, Weronika Hryszko, Ołeksandra Kowałenko, Jana Nariżna, Kateryna Reznik, Anastasija Sawczuk, Alina Szynkarenko i Jełyzaweta Jachno.

## Wyniki
| Miejsce | Państwo           | Eliminacje | Eliminacje | Finał   | Finał   |
| Miejsce | Państwo           | Wynik      | Miejsce    | Wynik   | Miejsce |
| ------- | ----------------- | ---------- | ---------- | ------- | ------- |
| 01 !    | Rosja             | 96,2253    | 1.         | 96,9426 | 1.      |
| 02 !    | Chiny             | 94,3638    | 2.         | 95,1543 | 2.      |
| 03 !    | Ukraina           | 93,3313    | 3.         | 93,4514 | 3.      |
| 4.      | Japonia           | 92,3274    | 4.         | 92,7207 | 4.      |
| 5.      | Włochy            | 90,1049    | 5.         | 91,0411 | 5.      |
| 6.      | Hiszpania         | 89,4561    | 6.         | 90,2506 | 6.      |
| 7.      | Kanada            | 88,4953    | 7.         | 89,4990 | 7.      |
| 8.      | Grecja            | 86,0075    | 8.         | 87,0863 | 8.      |
| 9.      | Francja           | 85,5793    | 9.         | 86,6543 | 9.      |
| 10.     | Meksyk            | 85,4235    | 10.        | 85,6618 | 10.     |
| 11.     | Stany Zjednoczone | 84,4057    | 11.        | 84,0566 | 11.     |
| 12.     | Izrael            | 81,9659    | 12.        | 82,5039 | 12.     |
| 13.     | Szwajcaria        | 81,7065    | 13.        | NQ      | NQ      |
| 14.     | Białoruś          | 81,5990    | 14.        | NQ      | NQ      |
| 15.     | Brazylia          | 80,6196    | 15.        | NQ      | NQ      |
| 16.     | Egipt             | 76,8351    | 16.        | NQ      | NQ      |
| 17.     | Korea Południowa  | 76,4096    | 17.        | NQ      | NQ      |
| 18.     | Węgry             | 75,6005    | 18.        | NQ      | NQ      |
| 19.     | Singapur          | 75,0587    | 19.        | NQ      | NQ      |
| 20.     | Australia         | 73,4450    | 20.        | NQ      | NQ      |
| 21.     | Polska            | 72,7496    | 21.        | NQ      | NQ      |
| 22.     | Nowa Zelandia     | 66,4279    | 22.        | NQ      | NQ      |
| 23.     | Kostaryka         | 65,5853    | 23.        | NQ      | NQ      |